# 澳門永亨銀行大廈大火
澳門永亨銀行大廈大火是指一宗在1992年發生於澳門永亨銀行大廈（現稱華僑銀行中心）11樓及天台的大火，導致2死1傷。事故中，一名被困火場男子攀出窗戶等待救援達40分鐘，卒因現場地理環境所限導致消防救援不果而鬆手墮斃，事件經香港無綫電視新聞部駐澳門攝影記者陳永漢全程拍攝，片段當日在該台午間新聞播出後，引起港澳兩地社會強烈迴響。

## 火場位置
位於亞美打利庇盧大馬路（新馬路）221至241號永亨銀行大廈（現稱華僑銀行中心）11樓的「京都夜總會」於1960年代開業，每日凌晨5時打烊。大廈12樓原為天台，後加建成為該公司的寫字樓及宿舍。夜總會有3名常駐職員，分別為總經理錢景陶（55歲）、會計梁玉霞（50歲，錢之妻子）及看更何兆漢（36歲），3人在夜總會打烊後均會在公司留宿。而永亨銀行大廈北面則貼鄰5層高的永亨銀行總行。

## 大火經過
1992年10月4日早上7時許，位於上址11樓的京都夜總會疑因漏電發生火警，由於夜總會本身沒有安裝自動警報系統，起火當時並未及時發現。期間夜總會已打烊，總經理錢景陶與其妻子梁玉霞正在經理室熟睡休息，而在11樓的通道上裝有一道電動防盜門。及後大樓因火警而停電，樓上的人才發現11樓已陷入火海，逐紛紛走到窗邊向隔鄰的住宅大廈住戶呼救，直到其住戶發現才致電報警。
消防隊接報後派出近百名消防員、8輛消防車及2輛雲梯車到場，由於當日為星期日，且為重陽節公眾假期，火警發生時為早茶時間，市面交通甚為繁忙，消防隊至8時才到達現場，當時夜總會已發生回燃爆炸，濃煙已充斥其樓上單位。由於夜總會內存放很多易燃物品，故火勢一發不可收拾，且該大廈為舊式多層樓宇，缺乏消防設備，起火後迅即陷入火海，期間傳出一響強烈爆炸聲，將高層之窗戶玻璃震碎，更將加建之頂層石棉瓦面炸開一個大洞，碎片四濺。
大火期間，夜總會保安員何兆漢從11樓面向議事亭前地的窗口爬出，雙手拉住窗框懸在半空呼救。消防員動用50米的消防雲梯到達11樓，但被大廈北面的永亨銀行5層高總行擋住，且新馬路寬度空間有限，雲梯只能到達離11樓窗口約4米處。由於火焰把窗框燒得滾燙，何兆漢不停地左右手交換抓住窗框，其後他更解下皮帶，用皮帶套在窗框上，手抓著皮帶懸在空中待援。同時，消防員只能射水以壓下何兆漢窗邊的火焰，並站在雲梯口將繩索拋到何兆漢身上，但多次拋擲均告失敗。約40分鐘後，何兆漢亦體力不支鬆開雙手，從11樓墮下至永亨銀行總行6樓天台著地身亡。
火勢於中午11時許被控制，12時許被救熄，事件造成2人死亡，其中夜總會總經理錢景陶因防盜門斷電困於店內而遭燒死，其妻梁玉霞從11樓摔落隔鄰銀行總行6樓天台雙腿骨折受傷，及至消防員搜索何兆漢屍體始發現錢太，獲救前已在該處等待約一小時。其後何於9時25分被消防員從轉角圍抬出，他後腦爆裂，陷入昏迷，送往山頂醫院搶救，至中午終因傷重不治。

## 事後調查

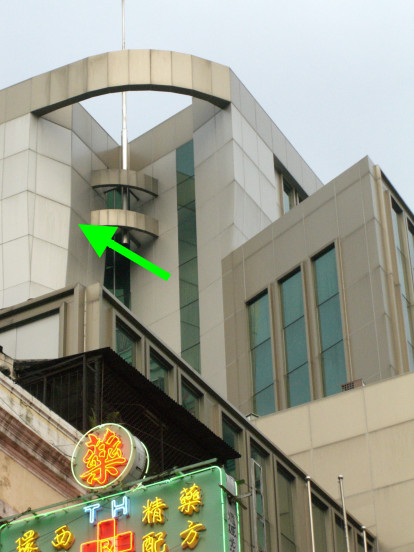
箭頭所指為何兆漢火災時的受困處，現時該處已修建以符合法例

火警發生後，惹來坊間猛烈批評，指消防隊救援不力，使保安員在眾目睽睽下跌死，在當地晨早電台時事節目《澳門講場》，抨擊消防隊電話不斷，要求當局對今次事件作出解釋，甚至有澳門市民以長途電話致電香港電台時事節目《九十年代》申冤，有市民更認為在場高級消防官應負起搶救死者責任。何兆漢父親則對消防隊未能及時拯救其子感到極度不滿。大火翌日，澳督韋奇立稱政府對事件表示關注，並已下令有關部門盡速調查。另外澳門日報在翌日的報章中，質疑當時的澳門消防隊是否有能力妥善灌救高層大樓和狹窄街巷的火災，亦表示消防隊應該重新檢討當時的消防力量。
澳門消防隊在災後接手調查事件起因，並於10月7日發表報告，隊長麥德森稱拯救何兆漢期間受火場環境所限未能將何救出，惟並無人為錯誤，他又否認澳門消防員質素差及設備不足，續稱消防隊絕對有能力應付澳門當時的火警情況，同時補充說，消防隊要視乎各方面相應條件才能發揮最大效用。調查後發現大廈設計並不符合1985年頒佈的第79/85/M號法令《都市建築總章程》規定：凡超過20.5米的高層建築不應佈置高於5米、進深大於4米的裙樓，但大廈地下至5樓的永亨銀行裙樓卻有10米深，導致50米高的雲梯不能到達頂層樓面的窗口。另外，法例又規定，高層建築都應該安裝自動警報和自動灑水系統，但發現京都夜總會都沒有安裝此組消防系統，使大火焚燒一段時間後才被發現且得以蔓延全店。
事發後有人質疑消防員應在平台上設置救生氣墊，惟消防局長稱該處環境狹窄，而且平台上佈滿冷氣機散熱器，難以在該處擴充氣墊。何兆漢母親則甚感不滿，並指雖難以安裝氣墊，惟可放置其他較軟物品，如床褥等，以減輕死者墮下來的受傷程度。夜總會東主深切慰問何氏家屬，並承擔死者之殮葬費及賠償事宜。死者何兆漢於1970年代末加入出事的夜總會任職水吧，至1991年8月與海南島女子結婚，去世前其妻已懷有身孕，由於死者要照顧內地妻子，加上為迎接新生命來臨，惟有感水吧一職帶來的微薄收入不足以維持沉重負擔，故為求增加收入，死者於大火前20多日才同時擔任夜總會兼職保安員，豈料卻因要留宿公司而命喪火海。

## 外部連結
- 只要還有夢：紙上的距離 （页面存档备份，存于）
- 環球消防網 - 消防萬花筒 - 澳門重點火災(三) - 5.京都夜總會慘劇 （简体中文）